# Racvalovský potok
Racvalovský potok – potok będący lewym dopływem potoku Cenovo na Słowacji. Jego zlewnia znajduje się w dolinie Racvalová w Górach Kremnickich. Potok ma dwa źródłowe cieki wypływające w dolinach po północnej i południowej stronie szczytu Štefanka (1010 m).  Łączą się z sobą w miejscu zwanym Studnička na razcesti i od tego miejsca potok jednym korytem spływa w kierunku południowo-wschodnim. Uchodzi do potoku Cenovo obudowanym ujściem na rozdrożu dróg leśnych, na wysokości około 670 m